# بری-ان-تیراش
بری-ان-تیراش (به فرانسوی: Braye-en-Thiérache) یک کمون در فرانسه است که در ان (ا-دو-فرانس) واقع شده‌است. بری-ان-تیراش ۹٫۱۷ کیلومتر مربع مساحت دارد ۳۳۵ متر بالاتر از سطح دریا واقع شده‌است.